# Jeanette Bethge
Jeanette Bethge (* 24. April 1875 in Wiesbaden; † 19. Februar 1943 in Berlin) war eine deutsche Schauspielerin bei Bühne und Film.

## Leben und Karriere
Die gebürtige Wiesbadenerin begann ihre Laufbahn im Alter von 17 Jahren in Görlitz. In den kommenden zwei Jahrzehnten reiste sie kreuz und quer durch die deutsche Provinz, unter anderem nach Lüneburg und Bromberg, ehe sie 1911 vom Deutschen Theater Hannover nach Berlin kam, um dort ein Engagement am Schiller-Theater anzutreten. Nach fast sieben Jahren an dieser Bühne wirkte die Künstlerin kurzzeitig am Deutschen Theater (1918/19), 1921–1923 am Volkstheater sowie bis 1926 am Theater in Steglitz und am Central-Theater. Anschließend sah man die Freiberuflerin noch am Schlossparktheater, dem Theater in der Klosterstraße, der Volksbühne, dem Renaissance-Theater und zuletzt den Kammerspielen des Deutschen Theaters.
Erfolge feierte sie in späten Jahren vor allem mit kleinen Rollen fürsorglicher, alter Damen – auch im Film, in dem sie zwischen 1933 und bis zum Zeitpunkt ihres Todes Anfang 1943 regelmäßig auftrat. Dort sah man sie immer wieder als Mutter, Ehefrau und Großmutter. Auch bei anderen Filmrollen handelte es sich zumeist um einfache Frauen aus dem Volke: so spielte Jeanette Bethge mal eine Kräuterfrau oder eine Bäuerin, mal ein Dienstmädchen oder eine Köchin.

## Filmographie
- 1918: Der fliegende Holländer
- 1919: Matrimonium Sacrum
- 1919: Liebe
- 1924: Hedda Gabler
- 1933: Heideschulmeister Uwe Karsten
- 1933: Drei Kaiserjäger
- 1935: Die Heilige und ihr Narr
- 1935: Das Mädchen vom Moorhof
- 1937: Liebe kann lügen
- 1937: Der andere Mann (Kurzfilm)
- 1938: Musketier Meier III
- 1938: Anna Favetti
- 1939: Mann für Mann
- 1939: Johannisfeuer
- 1939: Ihr erstes Erlebnis
- 1940: Lauter Liebe
- 1940: Die gute Sieben
- 1940: Das leichte Mädchen
- 1940: Kleider machen Leute
- 1940: Männerwirtschaft
- 1940/41: Die schwedische Nachtigall
- 1941: Blutsbrüderschaft
- 1941: Der Strom
- 1941/42: Alles aus Liebe
- 1942: Meine Frau Teresa
- 1942: Der Seniorchef
- 1942: Sophienlund
- 1942: Wenn die Sonne wieder scheint
- 1942/43: Philharmoniker (UA: 1944)

## Theater
- 1912: Hermann Bahr: Das Konzert (Frau Pollinger) – Regie: Alfred Walter-Horst (Schiller Theater Berlin)
- 1915: Carl Rössler: Die fünf Frankfurter (Rose) – Regie: Richard Koennecke (Schiller Theater Berlin)
- 1915: Franz von Schönthan, Gustav Kadelburg: Zwei glückliche Tage (Frau Ritter) – Regie: Franz Bonno (Schiller Theater Berlin)
- 1917: Gustav von Moser: Der Bibliothekar – Regie: Franz Bonno (Schiller Theater Berlin)
- 1919: R. Bauer-Greeff: Der Umzug (Annchens Mutter) – Regie: Paul Legband (Theater Volksbühne am Bülowplatz Berlin)
- 1920: Wilhelm Meyer-Förster: Alt-Heidelberg – Regie: Franz Bonno (Schiller Theater Berlin)
- 1920: Adolf Glasbrenner: Eine Landpartie – Regie: Jürgen Fehling (Theater Volksbühne am Bülowplatz Berlin)
- 1921: Herbert Eulenberg: Alles um Geld (Ursula) – Regie: Paul Henckels (Schlosspark Theater Berlin)
- 1922: Franz Grillparzer: Des Meeres und der Liebe Wellen (Mutter) – Regie: ? (Schlosspark Theater Berlin)
- 1922: Maxim Gorki: Die Kleinbürger (Akulina Ikanowna) – Regie: Erwin Piscator (Central-Theater Berlin)
- 1922: E. P. van Rossem: Phyllis – Regie: Robert Forsch (Schlosspark Theater Berlin)
- 1923: Wenzel Goldbaum: Die leeren Hände – Regie: Hans José Rehfisch (Central-Theater Berlin)
- 1924: Henrik Ibsen: Rosmersholm (Madame Helseth) – Regie: Otto Kirchner (Schlosspark Theater Berlin)
- 1924: Ludwig Thoma: Lottchens Geburtstag – Regie: Erhard Siedel (Schlosspark Theater Berlin)
- 1924: Val-André Jager-Schmidt: Charly – Regie: Ernst Stahl-Nachbaur (Tribüne Berlin)
- 1925: Georg Engel: Im Hafen (Mutter des Fischers) – Regie: ? (Goethe-Bühne Berlin)
- 1928: Robert Grötzsch: Dykerpotts Erben (Mutter) – Regie: Hans Wassmann (Thalia-Theater Berlin)
- 1929: Georg Hermann: Jettchen Gebert (Rieckchen) – Regie: Edgar Kanisch (Theater in der Klosterstraße Berlin)
- 1930: Leonid Andrejew: Studentenliebe (Mutter) – Regie: Franz Sondinger (Theater in der Klosterstraße Berlin)
- 1930: Leon Jessel, August Neidhart: Schwarzwaldmädel – Regie: Adi Soltau (Schlosspark Theater Berlin)
- 1930: Carl Zuckmayer: Katharina Knie – Regie: Erwin Biegel (Schlosspark Theater Berlin)
- 1930: Alfred Polgar nach Walentin Katajew: Die Defraudanten – Regie: Karlheinz Martin (Theater Volksbühne am Bülowplatz Berlin)
- 1933: Gerhart Hauptmann:  Florian Geyer (Alte Frau) – Regie: Heinz Hilpert (Theater Volksbühne am Bülowplatz Berlin)
- 1933: Marcel Pagnol: Zum goldenen Anker (Kundin) – Regie: Heinz Hilpert (Theater Volksbühne am Bülowplatz Berlin)
- 1933: Emil Pohl: Eine leichte Person (Frau Becker) – Regie: Heinz Hilpert (Theater Volksbühne am Bülowplatz Berlin)
- 1934: Georg Büchner: Leonce und Lena (Gouvernante) – Regie: Heinz Hilpert (Theater Volksbühne am Horst-Wessel-Platz Berlin)
- 1934: Louis Angely: Die Reise auf gemeinschaftliche Kosten (Gastwirtin) – Regie: Heinz Hilpert (Theater Volksbühne am Horst-Wessel-Platz Berlin)
- 1936: Nikolai Gogol: Die Heirat (Arina Pantelejmonowa) – Regie: Bruno Hübner (Deutsches Theater Berlin)
- 1937: Roland Schacht: Schauspielerin – Regie: ? ( Renaissance-Theater Berlin)